# George Thomson (polityk)
George Morgan Thomson, baron Thomson of Monifieth KT (ur. 16 stycznia 1921, zm. 3 października 2008) – brytyjski polityk, członek Partii Pracy, Partii Socjaldemokratycznej i Liberalnych Demokratów, minister w drugim rządzie Harolda Wilsona.

## Życiorys
Wykształcenie odebrał w Grove Academy w Dundee. W latach 1941–1946 służył w Królewskich Siłach Powietrznych. W latach 1946–1956 był redaktorem Forward, lokalnej gazety z Dundee. W 1950 i 1951 r. bez powodzenia startował w wyborach do Izby Gmin z okręgu Glasgow Hillhead. W 1952 r. uzyskał mandat parlamentarny, wygrywając wybory uzupełniające w okręgu Dundee East.
Po wygranej laburzystów w wyborach 1964 r. został ministrem stanu w Foreign Office. W 1966 r. został Kanclerzem Księstwa Lancaster. W 1967 r. objął stanowisko ministra ds. Wspólnoty Narodów i został członkiem gabinetu. Na tym stanowisku zajmował się głównie sprawą jednostronnej deklaracji niepodległości Rodezji. W latach 1968–1969 był ministrem bez teki, a w latach 1969-1970 ponownie Kanclerzem Księstwa Lancaster. W 1973]r. zrezygnował z miejsca w Izbie Gmin.
Thomson należał do grona zwolenników członkostwa Wielkiej Brytanii w EWG. W latach 1973–1977 był pierwszym brytyjskim komisarzem EWG. Odpowiadał za politykę regionalną. W latach 1977–198 był przewodniczącym Advertising Standards Authority. Równocześnie pełnił funkcję pierwszego komisarza Posiadłości Koronnych. W latach 1981–1988 był przewodniczącym Independent Broadcasting Authority. W latach 1994–1997 zasiadał w Komitecie Standardów Publicznych. Był członkiem Królewskiego Towarzystwa w Edynburgu oraz Królewskiego Towarzystwa Telewizyjnego.
Od 1966 r. był członkiem Tajnej Rady. W 1981 r. przeszedł z Partii Pracy do SDP, a po jej fuzji z Partią Liberalną został członkiem Liberalnych Demokratów. W 1977 r. został kreowany parem dożywotnim jako baron Thomson of Monifieth i zasiadł w Izbie Lordów. W 1981 r. został kawalerem Orderu Ostu.